# Let 'Em Know
Let 'Em Know е четвърти EP албум на американската алтърнатив метъл група Papa Roach. Всички песни са презаписани за албума Infest. Walking Thru Barbed Wire е включена в Lovehatetragedy.

## Състав
- Джейкъби Шадикс – вокали
- Джери Хортън – китара, беквокали
- Тобин Есперанс – бас, беквокали
- Дейв Бъкнър – барабани

## Песни
| Let 'Em Know | Let 'Em Know              | Let 'Em Know | Let 'Em Know | Let 'Em Know | Let 'Em Know | Let 'Em Know | Let 'Em Know | Let 'Em Know | Let 'Em Know |
| №            | Име                       | Време        |              |              |              |              |              |              |              |
| ------------ | ------------------------- | ------------ | ------------ | ------------ | ------------ | ------------ | ------------ | ------------ | ------------ |
| 1.           | Walking Thru Barbed Wire  | 2:58         |              |              |              |              |              |              |              |
| 2.           | Legacy                    | 3:04         |              |              |              |              |              |              |              |
| 3.           | Binge                     | 4:25         |              |              |              |              |              |              |              |
| 4.           | Snakes                    | 3:46         |              |              |              |              |              |              |              |
| 5.           | Tightrope (The Thin Line) | 3:33         |              |              |              |              |              |              |              |
| 17:49        |                           |              |              |              |              |              |              |              |              |